# Presence (album)
| Recensione | Giudizio |
| ---------- | -------- |
| AllMusic   | [ 3 ]    |
| OndaRock   |          |

Presence è il settimo album in studio della rock band inglese Led Zeppelin, pubblicato il 31 marzo del 1976 dalla Swan Song Records.

## Storia
Dopo il tour a supporto del loro album precedente, Physical Graffiti, pubblicato all'inizio del 1975, la band si prese una breve pausa con l'intenzione di iniziare poi un importante tour negli Stati Uniti il 23 agosto ma, a seguito di un incidente stradale sull'isola greca di Rodi il 4 agosto, Robert Plant riportò gravi ferite e il tour venne annullato.
 A causa del loro status di esuli fiscali, Plant passò la degenza all'estero, inizialmente a Jersey nelle Isole del Canale e poi a Malibù, in California, dove scrisse alcuni testi che riflettevano sulla sua situazione personale e si interrogavano sul futuro. Jimmy Page lo raggiunse a settembre e la coppia iniziò a pianificare un nuovo album. I due prepararono abbastanza materiale per poterlo presentare al resto della band; gli altri due membri, John Bonham e John Paul Jones, si unirono a loro presso lo SIR Studio di Hollywood dove provarono il materiale per tutto ottobre 1975.
Una volta elaborati gli arrangiamenti, il gruppo era ansioso di registrare. Page preferiva andare ai Musicland Studios di Monaco di Baviera, in Germania, che secondo lui disponevano di strutture di registrazione all'avanguardia. Plant si stava ancora riprendendo dall'incidente e cantava stando su una sedia a rotelle. L'album fu registrato e mixato con Keith Harwood, da tempo ingegnere del suono per il gruppo, e fu completato in diciotto giorni, con i mix finali terminati il 27 novembre.  Questo è stato il tempo di registrazione più veloce ottenuto dalla band dal loro album di debutto.
Le sessioni di registrazione affrettate furono in parte il risultato del fatto che lo studio era stato già prenotato dai Rolling Stones per il loro album Black and Blue. Page ottenne dagli Stones due giorni aggiuntivi durante i quali completò tutte le sovraincisioni di chitarra in una lunga sessione. Page e Harwood hanno poi lavorato sui mix praticamente senza sosta, arrivando a dormire in studio; chi si svegliava per primo tornava alla scrivania per proseguire. Page in seguito dichiarò di avere lavorato circa 18-20 ore ogni giorno durante le sessioni.
Anche per Plant le sessioni di registrazione furono particolarmente impegnative; lo studio era nel seminterrato di un vecchio albergo, per cui il cantante soffriva di claustrofobia oltre a subire ancora le conseguenze dell'incidente; sentì anche molto la mancanza della famiglia e questo lo portò a rivalutare le priorità nella sua vita.
Poiché l'album fu completato un giorno prima della festa americana del Ringraziamento, Plant suggerì alla casa discografica che l'album dovesse intitolarsi Ringraziamento ma questa idea fu rapidamente abbandonata a favore di un titolo che si pensava avrebbe rappresentato la forza e la presenza che i membri della band sentivano circondare il gruppo.

## Accoglienza
Vinse il Disco d'Oro il 1º aprile del 1976, raggiungendo il 1º posto nelle vendite negli Stati Uniti per due settimane e in Inghilterra, il secondo in Giappone, il quarto in Australia e Norvegia, il quinto in Olanda e Francia e l'ottavo in Svezia e Nuova Zelanda.
In Gran Bretagna raggiunse il disco d'oro il giorno della pubblicazione. Entrò nella classifica statunitense Billboard Pop Albums al numero 2 e raggiunse il primo posto la settimana successiva; nonostante ciò questo album è quello con le vendite più basse della loro carriera probabilmente perché messo in ombra dall'uscita del film The Song Remains the Same e della relativa colonna sonora. Il brano "Candy Store Rock" fu pubblicato come singolo negli Stati Uniti ma non riuscì a entrare in classifica.

## Copertina
La copertina fu opera della Hipgnosis con George Hardie; all'esterno e all'interno ci sono immagini di persone che interagiscono con un oggetto nero a forma di obelisco; all'interno della custodia l'oggetto è indicato semplicemente come "The Object". Doveva rappresentare la "forza e presenza" degli Zeppelin. Il co-fondatore di Hipgnosis, Storm Thorgerson ha scritto che l'obelisco rappresentava il potere dei Led Zeppelin, dicendo che erano "così potenti che non avevano bisogno di essere lì". Sia Page che Plant hanno affermato che la presenza dell'oggetto nelle fotografie ha fatto fermare le persone e pensare a ciò che è reale, che rifletteva la musica.
 Lo sfondo nella foto di copertina è un porto turistico artificiale, installato nell'arena di Earl's Court a Londra per l'annuale Boat Show, nell'inverno 1974-75 dove la band suonò una serie di concerti nel maggio 1975, pochi mesi dopo il salone nautico. Le fotografie della copertina interna provenivano da varie immagini di archivio ed erano progettate per assomigliare a un articolo del National Geographic.  La ragazza sulla foto di copertina posteriore era Samantha Gates ed era apparsa anche (con suo fratello Stefan) sulla copertina di Houses of the Holy.  Hipgnosis e Hardie furono nominati per un Grammy Award per la miglior copertina nel 1977. Come promozione pubblicitaria, la Swan Song Records produsse mille copie in plastica del monolito, che andarono a ruba.

## Tracce
Testi e musiche di Jimmy Page e Robert Plant.
1. Achilles Last Stand – 10:25
2. For Your Life – 6:24
3. Royal Orleans – 2:58 (John Bonham, John Paul Jones, Page, Plant)
4. Nobody's Fault but Mine – 6:16
5. Candy Store Rock – 4:12
6. Hots On for Nowhere – 4:44
7. Tea for One – 9:27

## Formazione
- Robert Plant - voce, armonica a bocca in Nobody's Fault but Mine
- Jimmy Page - chitarre, chitarra solista
- John Paul Jones - bassi a quattro e otto corde
- John Bonham - batteria, percussioni